# Золотая лошадь
Тайбэйский кинофестиваль и премия Golden Horse (кит. трад. 台北金馬影展, пиньинь Táiběi Jīnmǎ Yǐngzhǎn) — кинофестиваль и церемония награждения одноимёнными кинопремиями, ежегодно проводимые в столице Китайской Республики (Тайвань) — Тайбэе.
Премия Golden Horse является тайваньским эквивалентом премии Академии кинематографических искусств и наук («Оскара») и одной из престижнейших ежегодных наград Тайваня, наряду с «Золотым колоколом» в телеиндустрии и «Золотая мелодия» в музыке. Одновременно она является одной из четырёх наиболее престижных кинонаград китайского региона, наряду с Гонконгской Кинопремией и премиями «Золотой Петух» и «Сто Цветов» КНР.

## История
Фестиваль был основан в 1962 Информационным центром правительства Тайваня с целью стимулирования развития тайваньского кино, чему был посвящён законодательный акт «Mandarin Film Award Regulation of Year 1962», и стал первым из фестивалей, специализирующихся именно на китайском кино.
Название фестиваля и премии (кит. трад. 金馬, пиньинь jīn mǎ, палл. цзинь ма, то есть «золотой конь») было создано как комбинация первых иероглифов названий архипелагов Цзиньмэнь (кит. трад. 金門) и Мацзу (кит. трад. 馬祖), находящихся под тайваньской юрисдикцией.

## Традиция и основные правила фестиваля
Фестиваль Golden Horse организуется Taipei Golden Horse Film Festival Executive Committee, подчинявшимся в начале своей истории Информационному центру правительства Тайваня, а позже переданным в ведение «Фонду киноразвития Китайской Республики» (The Motion Picture Development Foundation of Republic of China). Номинации подаются организаторам в июле-августе текущего года, шортлист объявляется после двухступенчатого отбора в октябре, после чего окончательные победители избираются жюри тайным голосованием, объявляются и награждаются на широко транслируемой церемонии в Тайбэе (хотя было несколько случаев проведения фестиваля в других крупных городах Тайваня), как правило, в ноябре-декабре, после продолжающегося месяц показа, представляющего часть из номинированных фильмов.
К конкурсу допускаются фильмы любой страны производства (в 1996 из правил было убрано ограничение на участие в конкурсе фильмов КНР), законченные не ранее 1 августа предыдущего года и ранее не участвовавшие в конкурсе в какой бы то ни было форме, удовлетворяющие любому из двух основных критериев:
- Фильм должен быть снят в основном (более чем на 50 %) на любых диалектах китайского языка, либо
- Режиссёр и минимум пятеро членов основной команды создания фильма — по одному из разных категорий, определяемых категориями персональных призов (исполнители главных и второплановых мужских или женских ролей, сценарист, оператор, монтажёр и т. п.) — должны быть китайского происхождения[2].

Кроме того, к фильмам предъявляется ряд технических требований, определяемых допустимыми условиями показа фильмов до и во время фестиваля.
В состав премии входит статуэтка золотого коня, диплом/сертификат о награждении, а также, для конкурсных категорий, денежный приз от 50 (для персональных призов, за исключением оцениваемых выше лауреатств за лучшую режиссуру и главные мужскую и женскую роли) до 500 тысяч NT$ (за лучший полнометражный художественный кинофильм).

## Призы
- Основные номинации
  - Лучший полнометражный фильм
  - Лучший документальный фильм
  - Лучший анимационный фильм
  - Лучший короткометражный фильм
  - Лучший короткометражный анимационный фильм
  - Лучшая режиссура
  - Лучшая мужская роль
  - Лучшая женская роль
  - Лучшая мужская роль второго плана
  - Лучшая женская роль второго плана
  - Лучший режиссёрский дебют
  - Лучший актёрский дебют
  - Лучшая экшн-хореография
  - Лучший оригинальный сценарий
  - Лучший адаптированный сценарий
  - Лучшая операторская работа
  - Лучшие визуальные спецэффекты
  - Лучшие звуковые спецэффекты
  - Лучшая арт-режиссура
  - Лучший грим и дизайн костюмов
  - Лучшая оригинальная музыка для фильма
  - Лучшая оригинальная песня для фильма
  - Лучший монтаж
- Специальные номинации
  - Выдающийся тайваньский кинематографист года
  - Премия зрительских симпатий
  - Премия за особые заслуги
  - Премия по совокупности жизненных заслуг

## Обладатели премии в категории «Лучший художественный фильм» за историю фестиваля
(по данным официального сайта и сторонних материалов)
| Год премии | Название (год выхода)                                                | Страна                     | Режиссёр              |
| ---------- | -------------------------------------------------------------------- | -------------------------- | --------------------- |
| 1962       | «Солнце, и луна, и звёзды» (星星月亮太陽, 1961)                      | Британский Гонконг         | Эван Ян               |
| 1963       | «Вечная любовь» / «Лян Шаньбо и Чжу Интай» (梁山伯與祝英台, 1963)    | Британский Гонконг         | Ли Ханьсян            |
| 1965       | «Прекрасный утёнок» (養鴨人家, 1964)                                 | Тайвань                    | Ли Син                |
| 1966       | «Си Ши, прекраснейшая» (西施, 1965)                                  | Британский Гонконг/Тайвань | Ли Ханьсян            |
| 1967       | «Орхидеи и моя любовь» / «Моя любовь — как орхидея» (我女若蘭, 1966) | Тайвань                    | Ли Цзя                |
| 1968       | «Дорога» (路, 1967)                                                  | Тайвань                    | Ли Син                |
| 1969       | «Весна в маленьком городке» (小鎮春回, 1969)                         | Тайвань                    | Ён Манькам            |
| 1970       | «Дом, милый дом» (家在臺北, 1970)                                    | Тайвань                    | Бай Инжуй             |
| 1971       | «История Тиин» (緹縈, 1970)                                          | Британский Гонконг/Тайвань | Ли Ханьсян            |
| 1972       | «Осенняя казнь» (秋决, 1972)                                         | Тайвань                    | Ли Син                |
| 1973       | «Побег» (忍, 1973)                                                   | Британский Гонконг         | Ю Фунчи               |
| 1975       | «Моя земля, мой народ» (吾土吾民, 1975)                              | Тайвань                    | Ли Син                |
| 1976       | «Победа» (梅花, 1976)                                                | Тайвань                    | Лю Цзячан             |
| 1977       | «Герои восточных небес» (筧橋英烈傳, 1977)                           | Тайвань                    | Чжан Цэнчэ            |
| 1978       | «Он никогда не сдается» («Лодка в океане») (汪洋中的一條船, 1978)    | Тайвань                    | Ли Син                |
| 1979       | «История маленького городка» (小城故事, 1979)                        | Тайвань                    | Ли Син                |
| 1980       | «Доброе утро, Тайбэй» (早安臺北, 1979)                               | Тайвань                    | Ли Син                |
| 1981       | If I Were for Real (假如我是真的, 1981)                              | Тайвань                    | Ван Тун               |
| 1982       | Битва за Китайскую Республику (辛亥雙十, 1981)                       | Британский Гонконг/Тайвань | Тин Шаньси            |
| 1983       | Growing Up (小畢的故事, 1983)                                        | Тайвань                    | Чэнь Куньхоу          |
| 1984       | Old Mao's Second Spring (老莫的第二個春天, 1984)                     | Тайвань                    | Ли Юнин               |
| 1985       | Kuei-Mei, a Woman (我這樣過了一生, 1985)                             | Тайвань                    | Чжан И                |
| 1986       | The Terrorizers (恐怖份子, 1986)                                     | Тайвань                    | Эдвард Янг            |
| 1987       | «Пугало» (稻草人, 1987)                                              | Тайвань                    | Ван Тун               |
| 1988       | «Раскрашенные лица» (七小福, 1988)                                   | Британский Гонконг         | Алекс Ло              |
| 1989       | Full Moon in New York (三個女人的故事, 1990)                         | Британский Гонконг         | Стэнли Кван           |
| 1990       | «Красная пыль» (滾滾紅塵, 1990)                                      | Британский Гонконг/Тайвань | Им Хо                 |
| 1991       | A Brighter Summer Day (牯嶺街少年殺人事件, 1991)                     | Тайвань                    | Эдвард Янг            |
| 1992       | Hill of No Return (無言的山丘, 1992)                                 | Тайвань                    | Ван Тун               |
| 1993       | «Свадебный банкет» (喜宴, 1993)                                      | Тайвань/США                | Энг Ли                |
| 1994       | «Да здравствует любовь» (愛情萬歲, 1994)                             | Тайвань                    | Цай Минлян            |
| 1995       | «Летний снег» (女人四十, 1995)                                       | Британский Гонконг         | Энн Хёй               |
| 1996       | «Под жарким солнцем» (陽光燦爛的日子, 1994)                          | КНР                        | Цзян Вэнь             |
| 1997       | «Сладкая как мед» / «Товарищи. Почти история любви» (甜蜜蜜, 1996)   | Гонконг                    | Питер Чан             |
| 1998       | «Сю Сю: Сосланная» (天浴, 1998)                                      | КНР                        | Джоан Чэнь            |
| 1999       | «Обычные герои» (千言萬語, 1999)                                     | Гонконг                    | Энн Хёй               |
| 2000       | «Крадущийся тигр, затаившийся дракон» (臥虎藏龍, 2000)               | КНР/Тайвань/Гонконг/США    | Энг Ли                |
| 2001       | Durian Durian (榴槤飄飄, 2000)                                       | Гонконг                    | Фрут Чан              |
| 2002       | «Лучшие времена» (美麗時光, 2001)                                    | Гонконг                    | Чжан Цзоцзи           |
| 2003       | «Двойная рокировка» (無間道, 2002)                                   | Гонконг                    | Эндрю Лау и Алан Мак  |
| 2004       | «Кукушили: Горный патруль» (可可西里, 2004)                          | КНР                        | Лу Чуань              |
| 2005       | «Разборки в стиле кунг-фу» / «Кунг-фу суета» (功夫, 2004)            | КНР/Гонконг                | Стивен Чоу            |
| 2006       | «После изгнания» /«Отец и сын» (父子, 2006)                          | Гонконг                    | Патрик Там            |
| 2007       | «Вожделение» (色，戒, 2007)                                          | КНР/Тайвань                | Энг Ли                |
| 2008       | «Полководцы» / «Кровные братья» (投名状, 2008)                       | КНР/Гонконг                | Питер Чан             |
| 2009       | «Я не могу жить без тебя» (不能没有你, 2009)                         | Гонконг                    | Леон Дай              |
| 2010       | When Love Comes (當愛來的時候, 2010)                                 | Гонконг                    | Чжан Цзоцзи           |
| 2011       | «Воины радуги: Сидик бале» (賽德克‧巴萊, 2011)                       | Тайвань                    | Вэй Дэшэн             |
| 2012       | «Пекинский блюз» (神探亨特張, 2012)                                  | КНР                        | Гао Цюньшу            |
| 2013       | «Илоило» / «Родителей нет дома» (爸妈不在家, 2013)                   | Сингапур                   | Энтони Чэнь           |
| 2014       | «Хло́пок» (棉花, 2014)                                                | КНР                        | Чжоу Хао              |
| 2015       | «Убийца» (刺客聶隱娘, 2015)                                          | Тайвань                    | Хоу Сяосянь           |
| 2016       | «Лето ушло» (八月, 2016)                                             | КНР                        | Чжан Далэй            |
| 2017       | «Смелый, коррумпированный и красивый» (血觀音, 2017)                 | Тайвань                    | Ян Ячэ                |
| 2018       | «Слон сидит спокойно» (大象席地而坐, 2018)                           | КНР                        | Ху Бо                 |
| 2019       | «Солнце» (陽光普照, 2019)                                            | Тайвань                    | Чжун Мэнхун           |
| 2020       | «Пропавший День святого Валентина» (消失的情人節, 2020)              | Тайвань                    | Чэнь Юйсюнь           |
| 2021       | «Водопады» (瀑布, 2021)                                              | Тайвань                    | Чжун Мэнхун           |
| 2022       | «Голубь номер 043» (一家子兒咕咕叫, 2022)                            | Тайвань                    | Чжань Цзинлинь        |
| 2023       | «Каменные врата» (石門, 2022)                                        | КНР                        | Хуан Цзи, Рюдзи Оцука |
| 2024       | «Незаконченный фильм» (一部未完成的电影, 2024)                       | Сингапур, Германия         | Лоу Е                 |

## Списки «100 величайших фильмов на китайском языке» и «50 величайших режиссёров»
Аналогично оргкомитету Гонконгской кинопремии несколькими годами ранее, в 2010—2011 годах оргкомитет фестиваля Golden Horse провёл собственный опрос о лучших фильмах за историю китайского кино. Опрос проводился среди профессионалов различных кинематографических и около-кинематографических профессий, включая киноведов, критиков, режиссёров, сценаристов, продюсеров, актёров, технических специалистов, а также других представителей искусства и литературы; как заслуженных, так и молодого поколения. Большинство голосовавших имели тайваньскую «привязку», однако к участию в голосовании были приглашены и кинопрофессионалы Гонконга и Китая, а также специалисты по китайскому кино других стран. Выбор проводился среди любых фильмов на китайских языках, выпущенных в прокат с основания китайской киноиндустрии вплоть до августа 2010 года; каждый из голосующих мог указать до 30 фильмов, которые он посчитал лучшими в китайским кино.
В результате опроса в общий список кандидатов попали 482 фильма от 1933 до 2009 года выхода, из которых, согласно количеству полученных голосов, были сформированы опубликованные в августе 2011 года список «100 лучших фильмов на китайском языке» (фактически включивший 101 кинокартину) и производный от него второй список «50 лучших китайских режиссёров». Первые места в списках заняли соответственно тайваньский фильм «Город скорби» (1989) и режиссёр Хоу Сяосянь — автор этой и ещё шести попавших в список кинокартин.

### Список 100 величайших фильмов на китайском языке по версии Golden Horse
| Позиция | Название                             | Год  | Страна                    | Языки                                                               | Режиссёры                                 |
| ------- | ------------------------------------ | ---- | ------------------------- | ------------------------------------------------------------------- | ----------------------------------------- |
| 1       | Город скорби                         | 1989 | Тайвань                   | тайваньский / севернокитайский / японский / кантонский / шанхайский | Хоу Сяосянь                               |
| 2       | Яркий летний день                    | 1991 | Тайвань                   | севернокитайский / шанхайский / тайваньский                         | Эдвард Янг                                |
| 3       | Время жить и время умирать           | 1985 | Тайвань                   | севернокитайский / хакка / тайваньский                              | Хоу Сяосянь                               |
| 4       | Дикие дни                            | 1990 | Гонконг                   | кантонский                                                          | Вонг Карвай                               |
| 5       | Весна в городке                      | 1948 | Китай                     | севернокитайский                                                    | Фэй Му                                    |
| 6       | Крадущийся тигр, затаившийся дракон  | 2000 | Китай/Гонконг/Тайвань/США | севернокитайский                                                    | Энг Ли                                    |
| 7       | Один и два                           | 2000 | Тайвань                   | севернокитайский / тайваньский                                      | Эдвард Янг                                |
| 8       | Пыль на ветру                        | 1986 | Тайвань                   | тайваньский                                                         | Хоу Сяосянь                               |
| 9       | Харчевня Дракона                     | 1967 | Тайвань                   | севернокитайский                                                    | Кинг Ху                                   |
| 9       | Любовное настроение                  | 2000 | Китай/Гонконг             | кантонский / шанхайский / французский                               | Вонг Карвай                               |
| 11      | Лян Шаньбо и Чжу Интай               | 1963 | Гонконг                   | севернокитайский                                                    | Ли Ханьсян                                |
| 11      | Вселяющий страх                      | 1986 | Тайвань                   | севернокитайский / тайваньский                                      | Эдвард Янг                                |
| 13      | Да здравствует любовь                | 1994 | Китай                     | севернокитайский                                                    | Цай Минлян                                |
| 13      | Жёлтая земля                         | 1984 | Китай                     | севернокитайский                                                    | Чэнь Кайгэ                                |
| 15      | Прикосновение дзена                  | 1971 | Тайвань                   | севернокитайский                                                    | Кинг Ху                                   |
| 16      | Сладкая как мёд                      | 1996 | Гонконг                   | кантонский                                                          | Питер Чан                                 |
| 17      | Светлое будущее                      | 1986 | Гонконг                   | кантонский                                                          | Джон Ву                                   |
| 18      | Двойная рокировка                    | 2002 | Гонконг                   | кантонский                                                          | Эндрю Лау, Алан Мак                       |
| 19      | Под жарким солнцем                   | 1994 | Китай                     | севернокитайский                                                    | Цзян Вэнь                                 |
| 19      | Ангел с улицы                        | 1937 | Китай                     | севернокитайский                                                    | Юань Мучжи                                |
| 21      | Чунцинский экспресс                  | 1994 | Гонконг                   | кантонский (+)                                                      | Вонг Карвай                               |
| 22      | Красный гаолян                       | 1987 | Китай                     | севернокитайский                                                    | Чжан Имоу                                 |
| 23      | Свадебный банкет                     | 1993 | Тайвань                   | севернокитайский / английский                                       | Энг Ли                                    |
| 23      | Богиня                               | 1934 | Китай                     | (немой)                                                             | У Юнган                                   |
| 23      | Парни из Фэнгуэй                     | 1983 | Тайвань                   | севернокитайский/ тайваньский                                       | Хоу Сяосянь                               |
| 26      | Счастливы вместе                     | 1997 | Гонконг                   | севернокитайский / кантонский / испанский                           | Вонг Карвай                               |
| 27      | Румяна                               | 1987 | Гонконг                   | кантонский                                                          | Стэнли Кван                               |
| 27      | Человек-сэндвич                      | 1983 | Тайвань                   |                                                                     | Хоу Сяосянь, Вань Жэнь, Цзэн Чжуансян     |
| 27      | На рассвете                          | 1968 | Тайвань                   |                                                                     | Сун Цуньшоу                               |
| 30      | Тот день на пляже                    | 1983 | Тайвань                   | севернокитайский / южноминьский / немецкий                          | Эдвард Янг                                |
| 30      | Кулак ярости                         | 1972 | Гонконг                   | севернокитайский/ английский                                        | Ло Вэй                                    |
| 30      | Актриса                              | 1992 | Гонконг                   | севернокитайский / кантонский / шанхайский                          | Стэнли Кван                               |
| 30      | Прощай, моя наложница                | 1993 | Гонконг/Китай             | севернокитайский                                                    | Чэнь Кайгэ                                |
| 30      | Вожделение                           | 2007 | Тайвань                   | кантонский / севернокитайский / шанхайский / японский               | Энг Ли                                    |
| 66      | Убойный футбол                       | 2001 | Гонконг                   | кантонский                                                          | Стивен Чоу                                |
| 66      | Есть, пить, мужчина, женщина         | 1994 | Тайвань                   | севернокитайский                                                    | Энг Ли                                    |
| 66      | «Пугало»                             | 1987 | Тайвань                   | севернокитайский, японский                                          | Ван Тун                                   |
| 66      | История матери / Тридцатилетняя мать | 1973 | Тайвань                   | севернокитайский                                                    | Сун Цуньшоу                               |
| 66      | Частные детективы                    | 1976 | Гонконг                   | кантонский                                                          | Майкл Хёй                                 |
| 66      | Пьяный мастер                        | 1978 | Гонконг                   | кантонский                                                          | Юнь Вопхин                                |
| 66      | Зу: Воины с Волшебной горы           | 1983 | Гонконг                   | кантонский                                                          | Цуй Харк                                  |
| 73      | Госпожа Юй Цин                       | 1984 | Тайвань                   | севернокитайский                                                    | Чжан И                                    |
| 73      | Солнце, Луна и Звезда                | 1961 | Гонконг                   | севернокитайский                                                    | И Вэнь                                    |
| 73      | Однорукий меченосец                  | 1967 | Гонконг                   | севернокитайский                                                    | Чжан Чэ                                   |
| 73      | В наше время                         | 1982 | Тайвань                   | севернокитайский                                                    | Тао Дэчэнь, Эдвард Янг, Кэ Ичжэнь, Чжан И |
| 73      | Жизнь взаймы                         | 1994 | Тайвань                   | миньнань, севернокитайский, японский                                | У Няньчжэнь                               |
| 73      | Китайская одиссея                    | 1995 | Гонконг                   | кантонский                                                          | Джеффри Лау                               |
| 73      | Летний снег                          | 1995 | Гонконг                   | кантонский                                                          | Энн Хёй                                   |
| 73      | Кукушили: Горный патруль             | 2004 | Китай                     | севернокитайский, тибетский                                         | Лу Чуань                                  |
| 73      | Платформа                            | 2000 | Китай                     | севернокитайский                                                    | Цзя Чжанкэ                                |
| 73      | Летний дворец                        | 2006 | Китай                     | севернокитайский, немецкий                                          | Лоу Е                                     |
| 83      | Сумасшествие из-за камня             | 2006 | Китай                     | севернокитайский                                                    | Нин Хао                                   |
| 83      | Ни одним меньше                      | 1998 | Китай                     | севернокитайский                                                    | Чжан Имоу                                 |
| 83      | Цветы Шанхая                         | 1998 | Китай                     | кантонский, шанхайский                                              | Хоу Сяосянь                               |
| 83      | Вдоль моста Блю-Гейт                 | 2002 | Тайвань, Франция          | севернокитайский                                                    | И Чжиянь                                  |
| 83      | Река                                 | 1997 | Тайвань                   | севернокитайский                                                    | Цай Минлян                                |
| 83      | Холм невозврата                      | 1992 | Тайвань                   | севернокитайский                                                    | Ван Тун                                   |
| 83      | Люди в лодках                        | 1982 | Гонконг                   | кантонский, японский, вьетнамский                                   | Энн Хёй                                   |
| 83      | Он никогда не сдаётся                | 1978 | Тайвань                   | севернокитайский                                                    | Ли Син                                    |
| 91      | Последнее послание                   | 1975 | Гонконг                   | кантонский                                                          | Майкл Хёй                                 |
| 91      | Лазурь и тьма                        | 1966 | Гонконг                   | севернокитайский                                                    | Тао Цинь                                  |
| 91      | Сёстры на сцене                      | 1964 | Китай                     | севернокитайский, у                                                 | Се Цзинь                                  |
| 91      | Ранняя весна                         | 1963 | Китай                     | севернокитайский                                                    | Се Тели                                   |
| 91      | Игрушки                              | 1933 | Китай                     | —                                                                   | Сунь Юй                                   |
| 91      | Лавка господина Линя                 | 1959 | Китай                     | севернокитайский                                                    | Шуй Хуа                                   |
| 91      | Перекрёстки                          | 1937 | Китай                     | севернокитайский                                                    | Шэнь Силин                                |
| 91      | Полицейская история                  | 1985 | Гонконг                   | кантонский                                                          | Джеки Чан                                 |
| 91      | Однажды в Китае                      | 1991 | Гонконг                   | кантонский / английский                                             | Цуй Харк                                  |
| 91      | Демоны у порога                      | 2000 | Китай                     | севернокитайский / японский                                         | Цзян Вэнь                                 |
| 91      | Дыра                                 | 1998 | Тайвань                   | севернокитайский / тайваньский                                      | Цай Минлян                                |

### Список 50 величайших китайских режиссёров по версии Golden Horse
| Позиция | Имя         |
| ------- | ----------- |
| 1       | Хоу Сяосянь |
| 2       | Эдвард Янг  |
| 3       | Вонг Карвай |
| 4       | Энг Ли      |
| 5       | Кинг Ху     |
| 6       | Чжан Имоу   |
| 7       | Цай Минлян  |
| 8       | Ли Син      |
| 9       | Энн Хёй     |
| 10      | Чэнь Кайгэ  |
| 10      | Стэнли Кван |
| 12      | Ли Ханьсян  |
| 13      | Фэй Му      |

| Позиция | Имя         |
| ------- | ----------- |
| 14      | Цуй Харк    |
| 15      | Цзя Чжанкэ  |
| 16      | Питер Чан   |
| 17      | Сун Цуньшоу |
| 17      | Цзян Вэнь   |
| 19      | Джон Ву     |
| 20      | Стивен Чоу  |
| 20      | Вань Жэнь   |
| 22      | Джонни Тоу  |
| 23      | Ван Тун     |
| 23      | Эндрю Лау   |
| 25      | Чжан Цзоцзи |
| 26      | Алан Мак    |

| Позиция | Имя             |
| ------- | --------------- |
| 27      | Юань Мучжи      |
| 27      | Чжан И          |
| 29      | Цай Чушэн       |
| 30      | У Юнган         |
| 30      | Сунь Юй         |
| 32      | Тянь Чжуанчжуан |
| 32      | Цзэн Чжуансян   |
| 34      | Чэн Сяодун      |
| 35      | Фрут Чан        |
| 36      | Майкл Хёй       |
| 36      | Ло Вэй          |
| 38      | Чжэн Цзюньли    |
| 39      | Бай Цзинжуй     |

| Позиция | Имя           |
| ------- | ------------- |
| 40      | Вэй Дэшэн     |
| 41      | Тан Шусюань   |
| 42      | Се Цзинь      |
| 43      | Лоу Е         |
| 43      | Чжан Чэ       |
| 43      | Тао Цинь      |
| 43      | Фэн Сяоган    |
| 47      | Чжуан Ицзэн   |
| 47      | Янь Ланьцюань |
| 49      | И Вэнь        |
| 49      | Лу Чуань      |